# Guilherme Fontes
Guilherme Machado Cardoso Fontes (n. 8 ianuarie 1967, Petrópolis, Rio de Janeiro, Brazilia) este un actor și regizor brazilian.

## Filmografie

### Televiziune
- 1985 - Ti Ti Ti .... Caco
- 1986 - Selva de Pedra ....Tico
- 1988 - O Pagador de Promessas .... Aderbal
- 1988 - Copilul la bord .... Rei (Reinaldo)
- 1990 - Gente Fina .... Maurício
- 1990 - Desejo .... Dilermando de Assis
- 1993 - Mulheres de Areia .... Marcos Azevedo Assunção
- 1994 - A Viagem .... Alexandre Toledo
- 1995 - Malhação .... Rei Star
- 1996 - A Vida Como Ela É... .... Diferite caractere
- 1996 - O Fim do Mundo .... Josias Junqueira
- 1996 - Războiul pasiunilor .... Otávio (Tavinho)
- 2001 - Estrela-Guia .... Tony Salles
- 2005 - Bang Bang .... Jeff Wall Street
- 2007 - Malhação .... Fernando Albuquerque (Naninho)
- 2008 - Beleza Pura .... Alexandre Brito (Alex)
- 2008 - Casos e Acasos .... Chico (episodul "O Parto, o Batom e o Passaporte")
- 2009 - Tudo Novo de Novo .... Paulo
- 2010 - S.O.S. Emergência  .... Heitor (episodul "Várias vezes ao dia")
- 2010 - As Cariocas .... Luiz Felipe (episodul "A Invejosa de Ipanema")
- 2011 - Cordel Encantado .... Marquês Zenóbio Alfredo
- 2012 - As Brasileiras .... Nelson (episodul "A Adormecida de Foz do Iguaçu")
- 2013 - Além do Horizonte.... Flávio[1]
- 2014 - Boogie Oogie .... Mário [2][3]

### Cinema
- 1986 - A Cor do Seu Destino .... Paulo
- 1987 - Um Trem para as Estrelas .... Vinicius
- 1987 - Dedé Mamata .... Dedé
- 2007 - Primo Basílio .... Sebastião
- 2015 - Chatô, O Rei do Brasil .... Prezentator TV

Ca regizor
- 2015 - Chatô, o Rei do Brasil[4][5]